# Otto Ozols
Otto Ozols (Jūrmala, 23 d'agost de 1970) és un periodista i escriptor letó. Es donà a conèixer a Letònia el 2010 amb la publicació del seu llibre Latvieši ir visur [«Els letons són a tot arreu»]. Ha mostrat simpaties amb l'independentisme català des que el 23 d'octubre de 2013 va escriure un article favorable a la secessió al diari digital Latvians Online comparant la Via Catalana i la Via Bàltica. «Com a letó dic que seré un català fins que Catalunya sigui lliure i independent», va afirmar.
Del 3 al 22 d'abril del 2016 recorre a peu Catalunya, de sud a nord, uns 500 quilòmetres seguint el traçat de la Via Catalana, amb la intenció de conèixer millor Catalunya i la seva gent. En aquest viatge és acollit i acompanyat per voluntaris de les poblacions per les que passa.
A les eleccions al Parlament Europeu de 2019 es va presentar com a candidat a eurodiputat per l'Associació Letona de Regions.

## Obra publicada
- Latvieši ir visur (2010)
- Oni povsiudu (2012)
- Theodorus: deja ar ziloņzivi (2014)